# Papillaria tijucae
Papillaria tijucae är en bladmossart som beskrevs av C. Müller 1901. Papillaria tijucae ingår i släktet Papillaria och familjen Meteoriaceae. Inga underarter finns listade i Catalogue of Life.